# Ryo Nurishi
Ryo Nurishi (født 1. maj 1986) er en tidligere japansk fodboldspiller.
Han har spillet for flere forskellige klubber i sin karriere, herunder Tokyo Verdy.